# Wissadula setifera
Wissadula setifera är en malvaväxtart som beskrevs av A. Krapovickas. Wissadula setifera ingår i släktet Wissadula och familjen malvaväxter. Inga underarter finns listade i Catalogue of Life.